# Église Saint-Antoine de Fixey
L'église Saint-Antoine de Fixey est une église des XIIe et XVe siècles, consacrée à saint Antoine. Chef-d'œuvre de l'architecture romane avec son toit en laves et son clocher en tuile vernissée de Bourgogne, elle se situe à Fixey, dans la commune de Fixin, en Côte-d'Or. Le sentier de grande randonnée 7 la longe.

## Historique
Fixey, sur la route des Grands Crus, au milieu du vignoble de Bourgogne, appartenait à l'origine à l'abbaye Saint-Bénigne de Dijon.
En 902 s’élève à cet emplacement un oratoire roman dédié à Saint Antoine (Antoine le Grand (251-356)), qui s’agrandit avec le temps en église (plus ancien édifice roman de la région dijonnaise)[réf. souhaitée].
Elle est classée aux Monuments historiques depuis le 2 mai 1912.

## Description

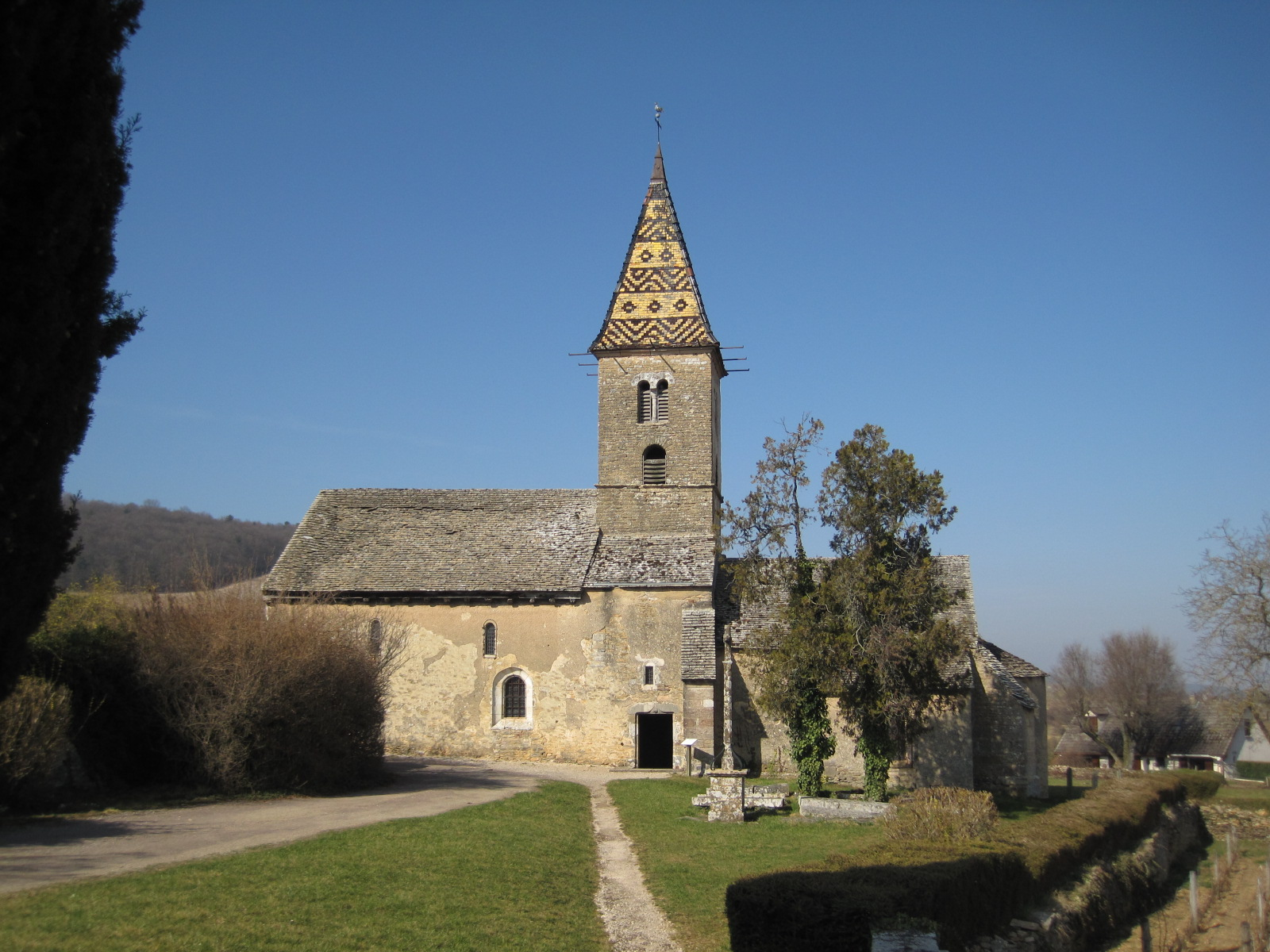
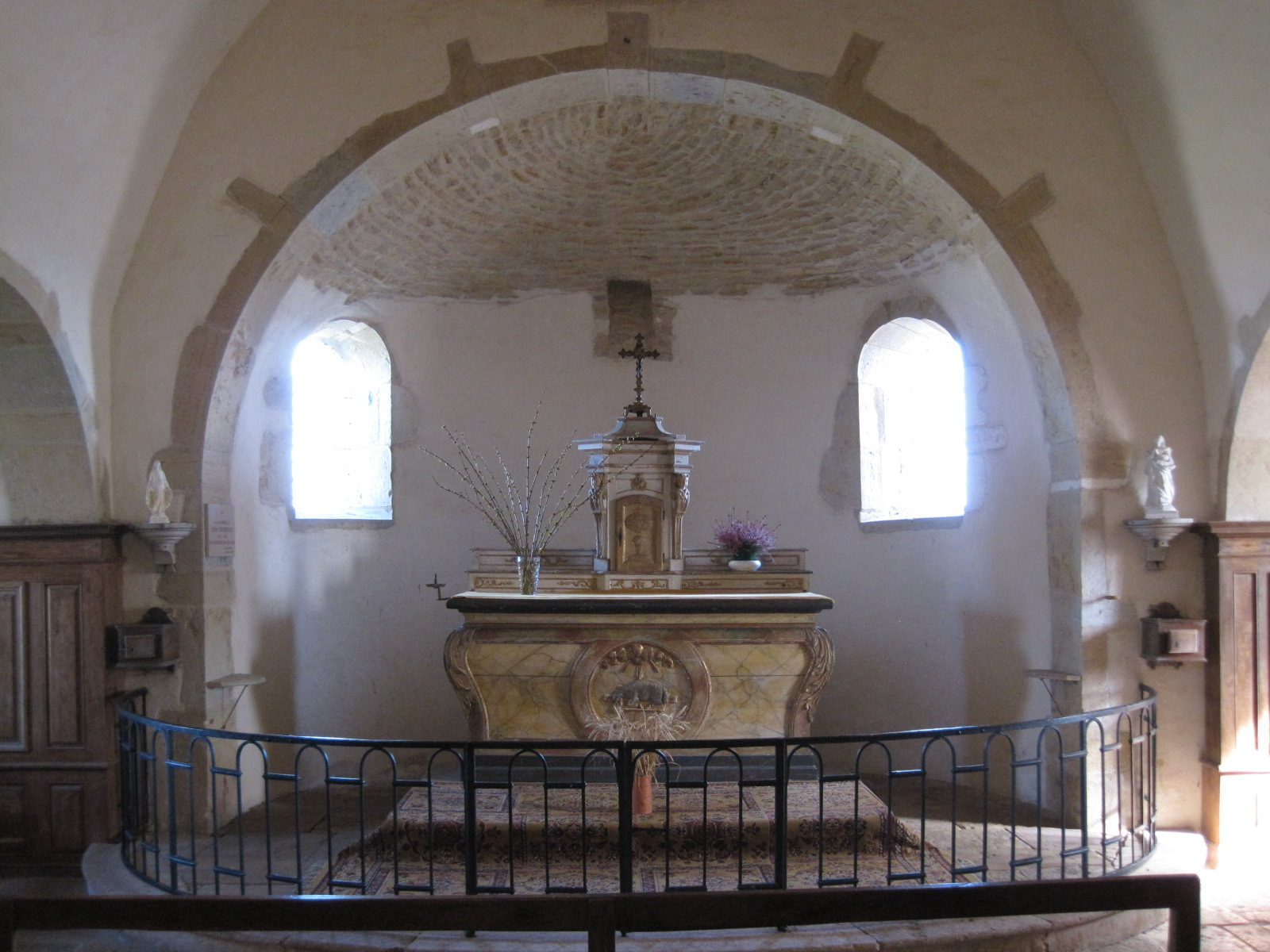
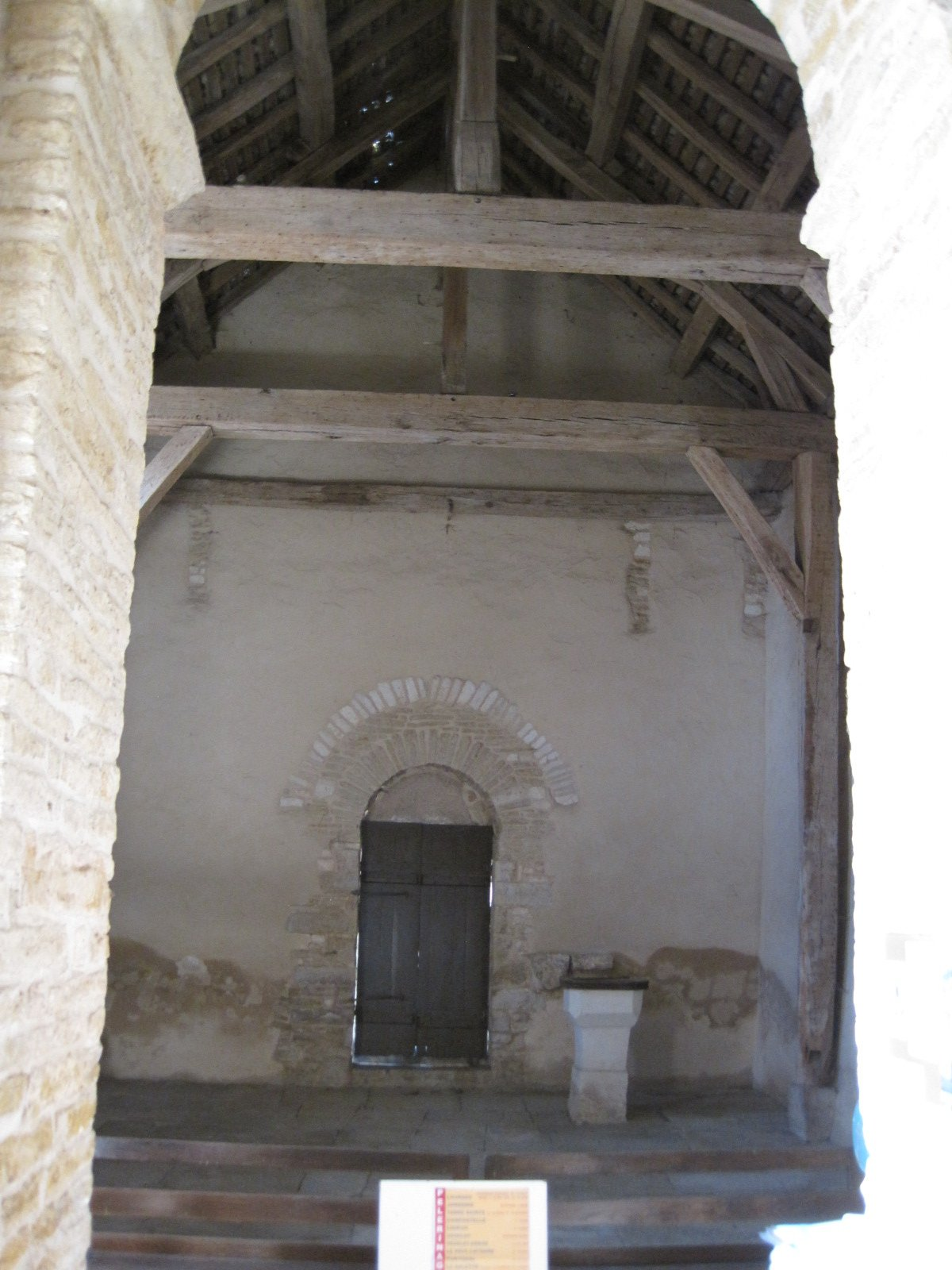